# 纳利耶
纳利耶（法語：Nalliers，法語發音：[nalje]）是法国卢瓦尔河地区大区旺代省的一个市镇，位于该省南部略偏东，属于丰特奈勒孔特区。

## 地理
纳利耶（46°28'15"N, 1°1'44"W）面积33.61 平方千米，位于法国卢瓦尔河地区大区旺代省，该省份为法国西部沿海省份，北起大西洋卢瓦尔省和曼恩-卢瓦尔省，西临大西洋，南至滨海夏朗德省，东部及东南部与德塞夫勒省接壤。
与纳利耶接壤的市镇（或旧市镇、城区）包括：圣艾蒂安德布里卢埃、沙耶莱马赖、莫雷耶、穆泽伊-圣马丹、圣欧班拉普莱讷、圣热姆拉普莱讷、圣拉代贡德-德努瓦耶。

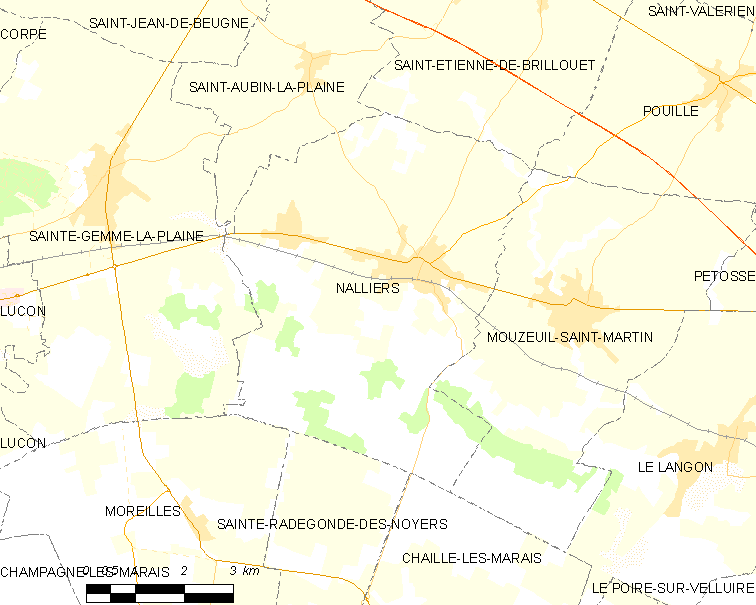
纳利耶的OSM定位图

纳利耶的时区为UTC+01:00、UTC+02:00（夏令时）。

## 行政
纳利耶的邮政编码为85370，INSEE市镇编码为85159。

## 政治
纳利耶所属的省级选区为吕松县。

## 人口

1962-2008年间纳利耶人口变化图示

纳利耶于2022年1月1日时的人口数量为2372人。